# Jackson (Michigan)
Jackson é uma cidade localizada no estado americano de Michigan, no Condado de Jackson.

## Demografia
Segundo o censo americano de 2000, a sua população era de 36.316 habitantes.
Em 2006, foi estimada uma população de 34.554, um decréscimo de 1762 (-4.9%).

## Geografia
De acordo com o United States Census Bureau tem uma área de
28,7 km², dos quais 28,7 km² cobertos por terra e 0,0 km² cobertos por água. Jackson localiza-se a aproximadamente 423 m acima do nível do mar.

## Localidades na vizinhança
O diagrama seguinte representa as localidades num raio de 16 km ao redor de Jackson.